# 와이트섬 축구 국가대표팀
와이트 섬 축구 국가대표팀은 영국의 아일오브와이트주(일명 와이트 섬)를 대표하는 축구팀이다. 이 팀은 FIFA 및 유럽 축구 연맹 회원국이 아니기 때문에 FIFA 및 유럽 축구 연맹이 주관하는 대회에는 참가하지 않는다. 아일랜드 게임 축구에는 10번 출전하여 금메달과 동메달을 각각 2개씩 획득했다.